# 스미스 볼파크
스미스 볼파크(Smith's Ballpark)은 미국 유타주 솔트레이크 시티에 있는 야구 경기장이다.
1994년에 개장했으며, 로스앤젤레스 에인절스 오브 애너하임 산하 마이너리그 트리플A팀 솔트레이크 비스가 개장한 이래 현재까지 쓰고 있다. 1만 5,000명을 수용할 수 있다.

## 사이트
- Spring Mobile Ballpark